# 이정규 (무정부주의자)
이정규(李丁奎, 1897년 ~ 1984년)는 한국의 아나키스트로서 필명은 우관(又觀)이다. 일제강점기하에서 많은 한인이 해외기지를 통한 항일운동을 전개했듯이 국내보다 비교적 자유롭게 활동할 수 있었던 중국에서 젊은 시절 대부분을 보냈고, 중국의 아나키스트들뿐 아니라 일본, 타이완, 러시아 등 다양한 국가들의 아나키스트들과도 협업했다. 1920년대 초 한국 아나키스트 운동의 선구자들 중 한 명이며 당시 중국에서 가장 저명한 한국의 아나키스트들 중 한 명이다.
이정규는 독립운동가로 활동하다가 아나키즘의 지지자가 됐다. 아나키즘과 민족주의를 대립적인 개념으로 인식하지 않고, 조국의 독립과 아나키즘 이상과 원칙에 입각한 새로운 이상사회 건설이라는 두 가지 목표를 추구했다. 우당(友堂) 이회영(李會榮)과 함께 한국 독립의 아나키스트 이념을 확립한 핵심 인물로 여겨지고 있다.

## 가족
이을규(李乙奎, 1894년~1972년)는 이정규의 영향으로 아나키스트가 됐으며 이정규와 형제이다. 의친왕 망명 작전에 깊숙이 개입했던 독립대동단(獨立大同團)의 핵심 인물 중 한 사람이다. 러시아 아나키스트 표트르 크로폿킨의 저서 《현대과학과 아나키즘 (The Modern Science and Anarchism, 1901)》을 번역했고 아나키즘 이론과 권력에 대한 심도 있는 연구로 '한국의 크로폿킨'이라고 불렸다.

## 생애
충청남도 논산이 본적인 이정규는 인천 장봉도에서 태어나 일제 강점기 시대였던 1911년 인천고등학교(옛 인천공립상업학교)를 다녔다. 졸업 후 은행에 취직했지만, 일본인들의 민족 차별에 반발해 사직한 후 독립운동의 길로 들어섰다.
1918년 일본 도쿄의 게이오대학 재학 시절 사회주의에 관심을 두게 됐으며, 재학생 때 조선유학생학우회(朝鮮留學生學友會) 일원으로 1919년 2·8 독립선언대회에 참가했다. 1919년 3·1운동이 일어나자 즉시 귀국해 그해 4월 상하이로 떠났고, 그곳에서 고향인 충청도를 대표하여 대한민국 임시정부에 참여했다.
러시아 혁명에 매료되어 1921년 말 러시아 극동대학에 입학하려고 했으나 당시 조선공산주의자들 사이의 파벌 싸움으로 목숨을 잃을 수 있다는 소문을 듣고 러시아행을 접었다. 베이징에 머물며 유자명(柳子明), Li Shizeng , Cai Yuanpe 같은 중국의 아나키스들을 만나 베이징 대학 경제학과 2학년에 재학할 기회를 얻었다. 1923년까지 베이징에 머물며 독립과 아나키스트 사회를 위한 아나키스트로서의 사상과 개성을 형성했다. 이후 ‘젊은 망명자로서 중국에 살며 조국의 독립을 위해 싸우는 삶이 유일하게 할 수 있는 자랑스러운 일이다’라고 언급했으며 조국의 독립을 위한 국가적 목표와 관련해 아나키즘을 받아들였다.
1921년부터 1923년 베이징 대학 시절에 러시아의 시인 에로센코와 교류하며 아나키즘 사상가로 성장했다. 1924년 4월 이회영, 신채호(申采浩)·, 이을규(李乙奎), 백정기(白貞基), 정현섭(鄭賢燮), 유자명(柳子明) 등과 함께 ‘재중국 조선 무정부주의자 연맹(在中國朝鮮無政府主義者聯盟)'을 조직했다.
목표 달성을 위해 중국의 아나키스트뿐만 아니라 에스페란티스트와도 연대해 활동했다. 베이징대 동문이라고 알려진 천콩산(Chen Kongshan)이라는 중국인과 협력해 에스페란토 베이징 특별학교(Beijing shijieyu zhuanmen xuexiao)를 설립하고, 특수학교의 부속인 ‘여명중학교(Liming zhongxue) ’의 교직원으로 활동했다.
1923년 9월에 중국 후난성(湖南省) 한수이현(漢水縣) 양타오촌(洋濤村)에 중국인 아나키스트 진위기(陳偉器) 등과 공동 경작, 공동 소비, 공동 소유하는 협동조직체를 구상한 이상적 농촌 사회인 ‘양도촌(洋濤村)’ 건설 사업을 전개했다. 특수작물 재배를 계획하고 한국의 인삼 경작농 50가구를 후난성으로 이주시켜 한중 합작의 이상촌(理想村)을 건설하려고 시도했으나 후난성에 내분이 일어나 무산됐다. 농민들의 소득을 높여 농촌의 이상적인 사회 건설을 시도한 한국 아나키즘 최초의 실험으로 역사적 의의를 갖지만, 민족해방운동의 물적 기반을 전적으로 중국인에게 의존함으로써, ‘자기 문제는 자기 스스로 해결한다’는 아나키즘의 기본 원칙에서 벗어났다는 비평도 있다.
또한, 이정규는 중국 아나키스트와의 협력 외에도 필명이 루 쉰(Lu Xun)인 저우 슈렌(Zhou Shuren, 1881-1936), 조부 주오렌(Zhovu Zuoren), 판 벤량(Pan Benliang, 1897-1945) 같은 다른 급진파와도 교류했다.
1924년 말 상하이에 있는 영국인 소유의 주조 공장에 수습생으로 고용됐으나 노동조합 및 노동학교의 활동으로 해고됐다. 1927년 재중국 한인, 중국인, 일본인 아나키스트와 함께 동아시아 아나키스트의 국제적 연대의 실험장으로 평가받고 있는 상하이 노동대학 건립에 참여했다.
1928년 7월 중국 난징(南京)에서 이정규는 조선, 중국, 필리핀, 일본, 대만·, 안남(安南) 등 각국 아나키스트가 국제적 유대를 강화하고 각 민족의 자주성과 각 개인의 자유를 확보하는 이상적 사회의 건설에 매진하기 위해 결성한 동방무정부주의자연맹(東方無政府主義者聯盟)에서 모일파(毛一派), 왕수인(汪樹仁) 등과 함께 서기국 위원으로 선출됐다. 1928년 8월 20일 발행된 연맹의 기관지 〈동방(東方)〉 창간호에 〈동방 무정부주의자에게 고한다〉라는 논문을 실어 동방 각 제국(諸國) 동지들의 단결을 강조했다.
1928년 10월 일본 경찰에 체포되어 3년 형을 선고받고 옥고를 치렀다.
광복 직후 귀국하여 1945년 9월 서울에서 아나키스트 운동의 총체인 '자유사회건설자연맹'을 조직했다. 1946년 이후 성균관대학에서 교편을 잡았다. 1947년 아나키즘 연구단체인 '국민문화연구소'를 설립했다. 1958년 청주대학 총장과 1963년 성균관대학 총장을 역임했고 1966년에 퇴임했다. 1984년에 사망했으며 평생 독립유공자에 지원하지 않았다.